# K'awiil

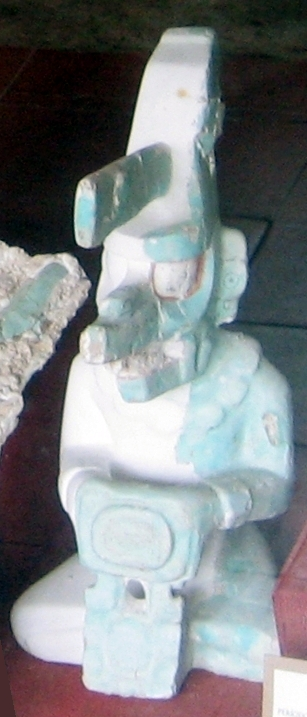
Effigie di K'awiil da Tikal

K'awiil, nei codici postclassici corrispondente al Dio K, è una divinità Maya identificata con fulmini, serpenti, fertilità e mais. È caratterizzata da una testa zoomorfa, con grandi occhi, muso lungo e rialzato e dente di serpente assottigliato. Dalla sua fronte esce una torcia o sigaro, che emette normalmente fumo, mentre una gamba di serpente rappresenta un fulmine. In questo modo, K'awiil personifica la punta del fulmine sia della divinità della pioggia sia del re come raffigurato sulle sue steli.

## Nomi
Dalla corrispondenza tra la descrizione dei rituali del nuovo anno fatta da Diego de Landa e le immagini di questi rituali presenti nel Codice di Dresda, si può dedurre che nello Yucatán del XVI secolo, K'awiil fosse chiamato "Bolon Dzacab" "Innumerevoli ("boloni" "nove, innumerevoli") generazioni materne", forse una metafora della fertilità. Il nome di Dio K nel periodo classico potrebbe essere stato lo stesso, o simile, dal momento che il numero 'nove' è ripetutamente incluso nel logogramma della divinità.
Tuttavia, sulla base di considerazioni epigrafiche, il dio classico K viene ora più spesso chiamato "K'awiil". Geroglificamente, la testa del dio K può sostituire la sillaba k'a in k'awiil, una parola che potrebbe significare 'potente', e attestata come un titolo generico di divinità nei documenti dello Yucatec. Questa sostituzione ha dato origine all'idea che, inversamente, il titolo k'awiil nel suo insieme dovrebbe essere considerato un nome che si riferisce specificamente al dio K.

## Narrative e scene
I fulmini svolgono un ruolo cruciale nelle storie che riguardano la creazione del mondo e la sua preparazione per l'avvento dell'umanità. Nella cosmogonia del Popol Vuh, tre divinità del fulmine identificate con il Cuore del Cielo (tra cui Huraqan 'una gamba') creano la terra dal mare primordiale, la gente e gli animali. Bolon Dzacab ha un ruolo importante, anche se non molto chiaro, nel mito cosmogonico relativo ai Libri di Chilam Balam di Chumayel, dove viene identificato con semi avvolti. Gli dei della pioggia o i loro fulmini aprirono un tempo la Montagna del Mais, rendendo i semi di mais disponibili all'umanità.

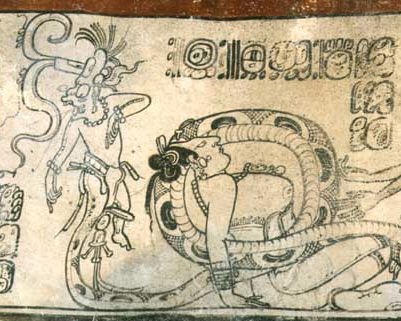
Donna intrecciata dalla gamba di serpente di K'awiil

K'awiil si ritrova anche in un'enigmatica scena classica conosciuta solo dai manufatti in ceramica (vedi fig. 2), che mostra un antenato o una divinità invecchiata che emerge dal piede serpentino del dio dei fulmini, apparentemente accoppiarsi con una giovane donna nuda, dal fascino decisamente aristocratico intrecciata dal serpente. Non è impossibile che il significato della scena sia rituale, piuttosto che mitologico. Forse in relazione a questo, i rilievi a stucco di Palenque raffigurano un re (e forse anche una regina) che tiene in braccio un bambino con un fulmine celtato nella fronte e una gamba a forma di serpente.

## Funzioni
Il ciclo illustrato di katun del Codice di Parigi suggerisce che la presentazione del capo di K'awiil - forse mantenendo la promessa di "Infinite generazioni" - era parte dell'inaugurazione rituale del re e dell'adesione al trono. K'awiil non solo incarnava la potenza del lampo simile a una guerra del re, ma anche il suo potere di portare prosperità agricola ai suoi sudditi: la divinità dei lampi era un dio dell'abbondanza agricola, e in particolare dei semi di mais e di cacao. Pertanto, viene spesso raffigurato con un sacco di grani, a volte accompagnato dall'espressione hun yax(al) hun k'an(al) 'abbondanza'.